# Championnes de France de natation en bassin de 50 m du 300 m nage libre

## 300 mètres nage libre dames
| Championnats | Championnats                        | 300 mètres nage libre dames | 300 mètres nage libre dames | 300 mètres nage libre dames | 300 mètres nage libre dames | 300 mètres nage libre dames |
| ------------ | ----------------------------------- | --------------------------- | --------------------------- | --------------------------- | --------------------------- | --------------------------- |
| 1920         | Paris La Villette, Bassin Niclausse | Suzanne Wurtz               |                             |                             | individuelle                | 5 min 45 s 8                |